# 馬歇爾縣 (堪薩斯州)
馬歇爾縣（英語：Marshall County，簡稱MS）是美國堪薩斯州東北部的一個縣，北鄰內布拉斯加州。面積2,342平方公里。根據美國2000年人口普查，共有人口10,965人。縣治馬里斯維爾 (Marysville)。
成立於1855年8月25日，縣名紀念任州議員的Frank J. Marshall。